# 독일 기상청
독일 기상청(독일어: Deutscher Wetterdienst 도이처 베터딘스트[*], DWD)은 독일의 날씨 정보를 제공하는 독일 연방디지털교통부의 부속 기관이다. 본부는 오펜바흐에 있다. 독일 기상청의 주요 임무는 날씨에 관련된 위험을 경고하고 독일에 영향을 끼치는 기후 변화를 평가하는 것 등이다. 독일 기상청은 정확한 일기예보를 위해 슈퍼컴퓨터로 대기 모델을 계산한다.

## 역사
독일 기상청은 1952년 11월 11일 연합군 점령하 독일의 기상 기관들이 통합되어 만들어졌다. 1954년에 서독은 세계기상기구에 가입했다. 1990년 독일의 재통일에 따라 동독의 기상 기관들이 독일 기상청에 통합되었다.